# Montagne couronnée
Une montagne couronnée désigne, en archéologie précolombienne, un site dont la caractéristique principale est de présenter le sommet d’une montagne ceinte d’un fossé circulaire. Le terme, est emprunté à la langue amazonienne saramaca. Si l’usage de ce type de sites est méconnu, il en existe au moins 70 répertoriés en Amazonie, de la région française de Guyane, au Brésil et à la Bolivie.

## Dénomination
Si le terme de « montagne couronnée » est employé dans la littérature scientifique notamment en Guyane, ces sites sont associés, selon les Améridiens Wayampis, à un habitat défensif, connu sous le nom de « Kalana Tapélé » ou collines de Karan.

## Histoire
Ces sites datent, pour ceux qui ont été évalués, de la charnière entre les premier et deuxième millénaires. 
Au XVIIe siècle, des sites de villages fortifiés sont également mentionnés par des témoignages sur le haut Maroni.
En avril 2020, douze nouveaux sites sont découverts en Guyane et font l’objet d’une communication en novembre.

## Études
Ce type de site est notamment étudié par l’archéologue français Mickaël Mestre, à l’aide de la technologie du lidar, permettant depuis un avion, de cartographier les zones dont le couvert végétal empêche de visualiser correctement le relief au sol.

## Interprétation
Ce type de sites ont pu servir de nécropole et d’habitat.